# Cicinnus magnapuncta
Cicinnus magnapuncta is een vlinder uit de familie van de Mimallonidae. De wetenschappelijke naam van de soort is voor het eerst geldig gepubliceerd in 1901 door Kaye.